# Carlos Balestrini
Carlos Balestrini (Argentina, 08 de Março de 1880 — 22 de Abril de 1972) Foi um atirador desportivo argentino. Competiu nos Jogos Olímpicos de Verão de 1924 e nos Jogos Olímpicos de Verão de 1936.

## Biografia
O atirador desportivo Carlos Balestrini nasceu em Córdoba, na Argentina, e era filho dos imigrantes italianos Melchiorre Gaspare Baltasare Balestrini e Rosa Chiara Levaggi. Melchiorre nasceu em 01 de Junho de 1847, em Pesaro (Itália), e Rosa nasceu em 08 de Março de 1851, em Genova (Itália).